# Allanche
Allanche (Okzitanisch: Alancho) ist eine französische Gemeinde mit 783 Einwohnern (Stand 1. Januar 2022) im Département Cantal in der Region Auvergne-Rhône-Alpes; sie gehört zum Arrondissement Saint-Flour.

## Geografie
Allanche liegt rund 25 Kilometer nordnordwestlich der Kleinstadt Saint-Flour innerhalb des Regionalen Naturparks  Volcans d’Auvergne. Die wichtigsten Gewässer sind der Fluss Allanche und der See Lac du Pêcher. Wichtigste Verkehrsverbindung ist die wenige Kilometer entfernt vorbeiführende Route nationale 122. Die Gemeinde hat zwar einen eigenen Bahnhof, doch ist die Strecke seit 1990 stillgelegt. Allanche ist eine Haltestelle an der Buslinie 17 Neussargues – Bort-Les-Orgues.
Nebst dem Dorf Allanche gehören die Siedlungen Le Baladour, Maillargues, Coudour, Lapeyrot, Romaniargues, Chastre, Les Clauzels, Chavanon, Béteil, Feydit, Roche, Le Bac, Lorillou Fourche, Fromageade, Donnenuit, Combalut, Gouay, Les Planes, Rouchy, Lampres und Chameille zur weitverzweigten Gemeinde.
Umgeben wird Allanche von den Nachbargemeinden Pradiers und Vèze im Norden, Molèdes im Nordosten, Peyrusse im Südosten, Sainte-Anastasie im Süden, Chalinargues im Südwesten, Vernols im Westen sowie Landeyrat im Nordwesten.

## Geschichte
Erstes menschliches Zeichen ist der Dolmen von Maillargues. Die Gemeinde gehört historisch zur Region Cézallier innerhalb der Auvergne. Allanche gehörte von 1793 bis 1801 zum District Murat und von 1793 bis 2015 zum Kanton Allanche. Im Jahr 1964 wurde die Gemeinde Chanet (1962: 53 Einwohner) eingegliedert.

## Bevölkerungsentwicklung

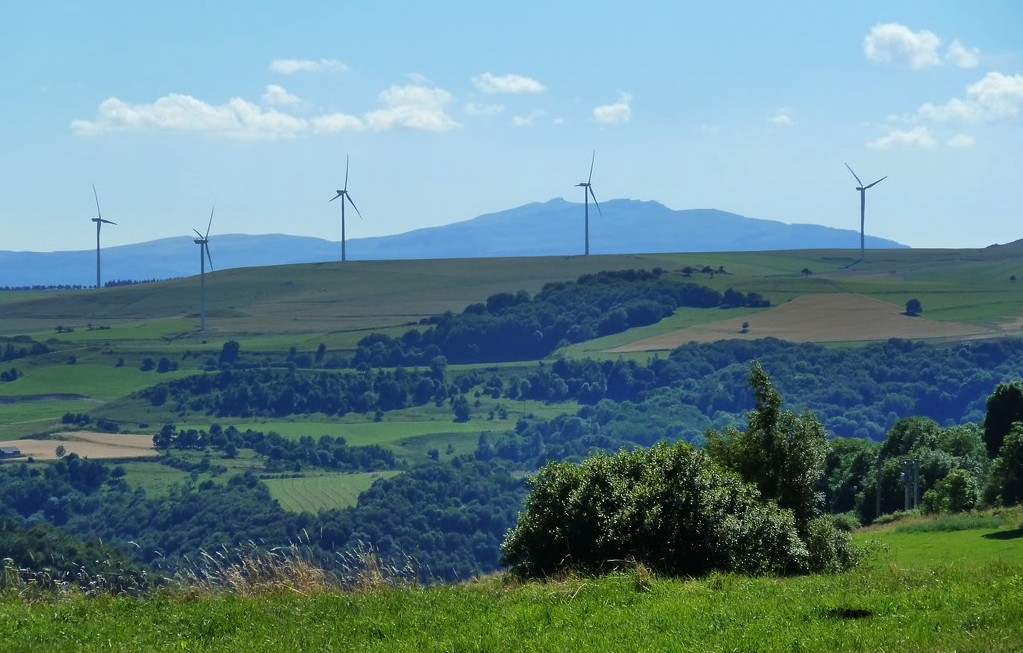
Puy de Matonière mit Windrädern

| Jahr                       | 1962 | 1968 | 1975 | 1982 | 1990 | 1999 | 2006 | 2019 |
| -------------------------- | ---- | ---- | ---- | ---- | ---- | ---- | ---- | ---- |
| Einwohner                  | 1478 | 1513 | 1398 | 1286 | 1220 | 1101 | 947  | 799  |
| Quellen: Cassini und INSEE |      |      |      |      |      |      |      |      |

## Sehenswürdigkeiten
- Kirche Saint-Jean-Baptiste
- Kapelle von Chastres aus dem 11. Jahrhundert
- Kapelle'Notre-Dame-de-Pitié in Maillargues (mit Bethaus)
- Kirche in Feydit
- Kirche Saint-Julien in Chanet
- Site des Veyrines (Wasserfall und archäologische Fundstätte)
- Dolmen in Maillargues
- Denkmal Almaufzug
- das bewaldete Hochplateau Pinatelle d’Allanche (auch Pinatelle de Malliargues) im Süden der Gemeinde[1]

## Persönlichkeiten
- Dominique Dufour de Pradt (1759–1837), Schriftsteller, Diplomat, Erzbischof von Mechelen 1809–1815